# Gibson ES-335
La Gibson ES-335 est une guitare électrique de type « quart-de-caisse » (thinline) et « semi-creuse » (semi-hollow) fabriquée par la firme américaine Gibson Guitar Corporation.
C'est en 1958 qu'elle apparaît pour la première fois dans le catalogue de la firme de Kalamazoo et sa production n'a jamais cessé. À l'instar de la Les Paul, elle est devenue une des guitares les plus emblématiques de la marque. D'une grande polyvalence, cette guitare est utilisée dans toutes sortes de styles musicaux tels que le blues, le jazz ou le rock.

## Construction
La ES-335 que l'on peut qualifier de guitare « semi-acoustique » est un compromis entre les modèles à corps plein type Les Paul, et ceux à caisse creuse comme la ES-175. Ce qui la caractérise d'entrée, c'est la forme de la caisse à double pan coupé de type « coupe vénitienne ». C'est en effet la première guitare à caisse galbée ayant bénéficié de cet aménagement destiné à faciliter l'accès aux notes aiguës. 
Une autre caractéristique essentielle est l'intégration d'une poutre centrale en érable massif à une caisse creuse, ce dispositif ayant pour but de prolonger la tenue des notes (sustain) et de limiter les effets de retour acoustique (larsen). La caisse est réalisée en bois laminé, multiplis constitué selon les modèles et variantes au cours des années de production d'une feuille d'épicéa prise en sandwich entre deux feuilles d'érable ou érable/acajou/érable ou plus récemment érable/tulipier/érable. Le dos de la caisse ainsi que la table sont galbés. Celle-ci est pourvue de deux ouïes étroites en forme de « f » comme celles d'un violon. L'épaisseur de la caisse aux éclisses est de 1¾ pouce. La poutre centrale est fixée à la caisse par l'intermédiaire de lamelles d'épicéa ajustées au galbe de la table et du dos.
Le manche est en acajou généralement d'une seule pièce mais des modèles ont été fabriqués un temps avec un manche trois pièces en acajou ou en érable. Comme c'est le cas sur la quasi-totalité des guitares Gibson, il est collé à la caisse selon la technique mortaise-tenon. Il est pourvu d'un système à tirant ajustable intégré, le truss rod servant à régler sa courbure. L'accès au truss rod se trouve sous une petite plaque (cache truss rod) vissée sur la tête du manche. La touche en palissandre, bordée d'un filet (binding) généralement blanc-crème, est munie de 22 frettes et de repères incrustés en nacre ou en plastique. Le diapason est de 24¾ pouces.
La ES-335 est équipée d'un chevalet fixe de type Tune-o-matic, permettant de régler l'action des cordes sur le manche et de faire un réglage très précis de la longueur vibrante de chaque corde (compensation) et d'un cordier de type Stop-bar, les deux étant fixés au travers de la table, directement dans la poutre centrale. Dès 1958, elle est aussi disponible munie d'un vibrato de types variés tel que bigsby  ou "vibrola" ou "maestro" (dans ces cas, le "Stop-Bar" n'étant plus présent, les trous correspondants sont masqués par une plaque en plastique noir avec l'inscription "Custom Made", ou deux disques de nacre). Elle est munie d'une plaque de protection, le pickguard, dont la forme est devenue un signe distinctif de la marque. Cette plaque est maintenue au-dessus de la table par une vis et une petite pièce en forme d'équerre fixée sur le côté de la caisse afin de minimiser le contact avec la table pour ne pas en perturber les vibrations. Les mécaniques sont du type Kluson avec des boutons caractéristiques en forme de « tulipe ».
Deux micros humbuckers, à l'origine des très « recherchés » PAF (Patent Applied For), sont positionnés dans des cavités prévues à cet effet, un très près de l'extrémité de la touche et l'autre près du chevalet. Un sélecteur (switch) à 3 positions, permettant de choisir l'un ou l'autre micro ou les deux en parallèle, se trouve à proximité de 4 boutons de potentiomètres de réglage — un de volume et un de tonalité grave/aigu pour chaque micro — situés sur la partie inférieure droite du corps. Au cours des années de production de la ES-335, Gibson a utilisé des boutons de formes différentes en fonction des goûts du moment. La sortie, une prise Jack est fixée directement sur la table près des boutons de réglage, ce qui était une nouveauté chez Gibson (sur les guitares de la marque, elles étaient systématiquement placées sur l'éclisse en bas à droite de la caisse).
Comme la plupart des instruments Gibson, la finition des guitares ES-335 est réalisée avec un vernis nitrocellulosique appliqué en plusieurs couches polies.

## Historique
En 1957, Gibson n'était pas très satisfait des résultats de vente des guitares Les Paul. Les guitaristes fidèles de la marque les trouvaient trop lourdes et trop différentes des modèles à caisse creuse. En revanche ils en appréciaient la sonorité, l'aptitude à jouer « fort » sans larsen et le côté « confortable » de l'épaisseur du corps. Gibson avait créé plusieurs modèles demi-caisse (thinline) dès 1955 : ES-225T, Byrdland et ES-350T, puis ES-125T et ES-140T, mais toutes ces guitares étaient essentiellement une reprise de modèles préexistants avec une épaisseur de caisse réduite et éventuellement un manche aux dimensions réduites. Ted McCarty qui était alors le président de la compagnie décida qu'il fallait créer un nouveau modèle radicalement différent, combinant à la fois les caractéristiques sonores des Les Paul, la maniabilité d'une guitare thinline, et un accès aux aigus amélioré, tout en préservant l'aspect général des guitares Gibson.
Bien qu'il soit à peu près avéré que le guitariste Les Paul n'ait que peu contribué techniquement à l'élaboration des guitares qui portent son nom (son contrat le liant à Gibson était essentiellement d'ordre commercial), on peut supposer qu'à un certain moment McCarty se soit rappelé les expérimentations de Paul et sa fameuse « the log » (la bûche) qu'il avait proposé sans succès quelque dix ans plus tôt à Gibson.
« The log » contenait l'idée sans être en contradiction avec le cahier des charges : structurellement, ce prototype était un manche se poursuivant tout au long du corps, flanqué de deux demi corps comme des ailes. Pour la 335, il fut décidé d'apposer une table au dessus de la poutre et un dos en dessous. Il restait ensuite à trouver un nouveau design conciliant l'innovation et les formes de la lutherie traditionnelle chère à Gibson. McCarty imagina une double échancrure symétrique, ce qui était à l'époque complètement nouveau, et permettait de rompre avec les formes « classiques », mais il garda l'idée de la table et du dos galbés. La taille de la caisse fut légèrement réduite par rapport aux modèles à caisse creuse existants. On avait là une guitare à la fois totalement nouvelle dans son concept et sa ligne et néanmoins pas trop d'avant-garde afin, selon Gibson, de ne pas heurter le formalisme des guitaristes. Soixante ans plus tard, cette guitare est toujours produite pratiquement sans modification significative par rapport au modèle d'origine et elle reste une des guitares les plus appréciées.
Les premiers modèles de ES-335, d'ailleurs nommés ES-335 T (T pour thinline) étaient disponibles en couleur « dégradé » (sunburst). Gibson proposait aussi en moindre quantité une version ES-335 TN en finition naturelle (blonde). La touche ne fut bordée par un filet que fin 1958 et à partir de 1959 la ES-335 T devint ES-335 TD (D pour "double" pickups). En 1960, Gibson proposa une finition rouge nommée ES-335 TDC (C pour Cherry red, qui devint la version la plus vendue) en remplacement de la couleur naturelle, et en fin d'année la longueur du pickguard fut raccourcie mais il restait assez large et c'est seulement en 1968 qu'il fut ajusté à sa taille actuelle. En 1962 Gibson remplaça les repères en nacre (dot) de la touche par des petits rectangles. Puis le cordier stop-bar fut remplacé quelque temps par un cordier trapèze ce qui facilitait l'interchangeabilité avec un vibrabo Bigsby.

## Principales variantes
ES-335 12-stringCe modèle équipé de douze cordes fut proposé à partir de 1965, au moment où l'engouement pour les Guitares à douze cordes était à son maximum. Elle fut retirée du catalogue en 1971. Sa construction est équivalente à celle des modèles 6 cordes de la même époque. Seule la tête, plus longue et pourvue de deux triangles de décoration opposés à la place de la traditionnelle couronne la distingue. Ces triangles ont les angles arrondis jusqu'en 1968, puis vifs.
ES-355Très rapidement après le lancement de la ES-335, en fait fin 1958, Gibson décida d'élargir sa nouvelle gamme thinline en proposant un modèle plus luxueux. La ES-355 T a une touche en ébène avec de larges repères en nacre, les pièces métalliques  dorées (cordier, chevalet, mécaniques, capots de micros, etc.) et la tête est décorée avec le logo "diamant" exactement comme la Les Paul Custom. Le modèle est proposé de série avec vibrato, et de ce fait la plupart des ES-355 T sont équipées d'un vibrato tout d'abord un Bigsby, puis dès 1960 d'un vibrato développé par Gibson, le vibrola dont le mode d'utilisation est sensiblement différent. Cela explique que les ES-355 de cette époque ne présente pas de plaque ni de disque de nacre en lieu et place du cordier, puisque, hors commande spéciale, ces instruments sont construits sans stop-bar. La ES-355 TD-SV (S pour stéréo, V pour Varitone) vit le jour dès 1959. L'effet stéréo, dans ce cas, consistant à faire sortir chaque micro sur un canal différent. Le Varitone pour sa part étant un dispositif permettant de filtrer les fréquences de façon progressive à l'aide de condensateurs. Les 6 positions du Varitone combinées avec les 3 positions du sélecteur de micros permettent d'obtenir 18 sonorités différentes. Les ES-355 ont été officiellement produites de manière continue de 1959 à 1981 et sont à nouveau proposées au catalogue de façon quasi permanente depuis.
ES-345La ES-345TD est un modèle intermédiaire entre la ES-335 TD et la luxueuse ES-355 TD-SV. C'est un modèle stéréo équipé d'un varitone comme la ES-355 TD-SV, toutefois elle n'a pas le suffixe « SV » dans sa dénomination car il n'existait pas de modèle « mono ». Le niveau de finition est proche de celui d'une ES-335 TD, avec une touche en palissandre, mais des filets de bordure de la table à trois plis, les pièces métalliques  dorées (cordier, chevalet, mécaniques, capots de micros, etc.), et des repères en nacre identiques au modèle ES-175. La ES-345 TD a été produite de manière continue de 1959 à 1980 et est à nouveau régulièrement proposée au catalogue depuis.
Trini LopezÀ partir de 1964, Gibson commercialisa 2 versions du modèle « signature » portant le nom du musicien latino-américain Trini Lopez : La TLD et la TLS. Ces 2 guitares issues de la ES-335 se caractérisent par des ouïes en forme de losange étroit et une tête style Fender Stratocaster avec les mécaniques en ligne d'un seul côté. Les repères en nacre sur la touche ont une forme de « losange éclaté ». La différence entre les 2 modèles Trini Lopez se situe au niveau des échancrures. Sur la TLD elles sont pointues dans le style du modèle Barney Kessel et sur la TLS elles ont la forme arrondie de la ES-335. Ces guitares furent produites jusqu'en 1972.
CrestLa Crest est un modèle luxueux dont le corps en palissandre brésilien laminé a le dos plat décoré de marqueterie. L'assemblage du manche sur la caisse est réalisé au niveau de la 16e case, et elle n'est pas pourvue de poutre centrale, ce qui l'apparente, dans sa construction, à l'ES 330. Elle est dotée de 2 mini humbuckers et le cordier est du type trapèze muni d'une décoration en palissandre et en nacre dans son évidement, semblable à celui de la Tal Farlow. selon le modèle l'accastillage est chromé ("silver model") ou doré ("gold model").  Elle fut produite en petite quantité (environ 160 exemplaires) entre 1969 et 1972.
ES-347La ES-347 est une extrapolation luxueuse de la ES-335 TD. Équipée de 2 humbuckers, d'un cordier d'arrêt avec réglage fin pour chaque corde, d'un sillet de manche métallique, des habituels boutons de réglage et du sélecteur de micros, elle est dotée en plus d'un second sélecteur à 2 positions permettant de basculer les micros en usage double bobinage ou simple bobinage (single coil), ce qui en fait sa particularité. La ES-347 a été produite de 1978 à 1992
LucilleEn 1982, Gibson a signé avec le guitariste de Blues B. B. King un contrat de sponsoring qui prévoit la fourniture de guitares spécifiquement conçues selon les demandes de l'artiste. La B.B. King Lucille est basée sur le modèle ES-355 TD-SV c'est-à-dire équipée d'un varitone et d'une sortie stéréo, mais sans vibrato. Elle est dépourvue d'ouïes de façon à réduire le risque de larsen (B.B. King avait pris l'habitude de bourrer la caisse de ses ES-355 de coton pour limiter le phénomène en concert). Le cordier stop-bar est le modèle avec réglage fin pour chaque corde (nommé TP-6  chez Gibson). Livrée en finition généralement rouge ou noire (certaines éditions Gem Series furent également proposées en violet, vert, bleu et blanc), la Lucille a episodiquement remplacé les modèles ES-345 et ES-355 dans le catalogue Gibson.
ES-330La ES-330 (1959-1972), ressemble à une version économique de la ES-335. En réalité, elle est différente dans sa conception et dans les sonorités qu'elle propose : sans poutre centrale (c'est donc une caisse creuse fine), munie de P-90 (1 pour la ES-330 T et 2 pour la ES-330 TD, conformément aux appellations habituelles de la marque), avec une liaison corps manche à la 16e frette ne permettant qu'un accès aux aigus limité, et un cordier de type trapèze, elle est au départ plutôt destinée aux guitaristes de jazz. Face aux ventes décevantes, l'accès aux aigus fut aligné aux prestations de la ES-335 (jonction corps-manche à la 19e frette) en 1967, avec quelques soucis de rigidité en raison d'un manche plus long sans poutre centrale, partiellement compensés par une feuille d'érable insérée dans l'acajou du manche (selon l'époque, le manche est en érable).
De nombreuses autres variations sur le thème de la ES-335 ont eu une existence plus ou moins brève. On peut notamment citer la ES-150 DC (1969-1975), à ne pas confondre avec la ES-150 dite "Charlie Christian", la ES-340 (1969-1974) munie d'une connectique spéciale (3 positions : micros en série ou en parallèle ou standby) et d'un manche en 3 pièces d'érable, les économiques ES-320 (1971-1975) et ES-325 (1972-1979), La ES-369 (1982 uniquement), et enfin les EB-2 et EB-6, des basses au format ES-335 produites de façon irrégulière entre 1958 et 1972.
Les Paul SignatureHormis le fait qu'elle arbore un logo « Les Paul », la Les Paul Signature s'apparente en fait plutôt à la famille des ES-335 avec une demi-caisse creuse, une poutre centrale, deux échancrures (asymétriques ici) et deux ouïes en "f" dans la table. Elle est équipée de deux micros basse impédance. Un peu moins de 1500 exemplaires ont été produits de 1974 à 1978.

## Dans la culture populaire
- Dans le film Retour vers le futur, lors de la scène de la féérie dansante des sirènes, Marty McFly joue Johnny B. Goode avec une Gibson ES-335 équipée d'un Vibrato Bigsby (en). Il s'agit d'un anachronisme car la scène est censée se passer en 1955 alors que ce modèle est sorti en 1958[1].